# Дрезденский сецессион
Дрезденский сецессион (нем. Dresdner Sezession) — название художественных объединений, созданных в Дрездене в 1919, 1932 и в 1989 годах .
Основателями появившейся в январе 1919 года группы были художники Отто Дикс, Конрад Феликсмюллер, Отто Шуберт, Вильгельм Хекротт, Константин фон Мичке-Колланде, Лазар Сегал и Гуго Цедер, к которым присоединились ещё 10 мастеров живописи и скульптуры — в том числе и Оскар Кокошка. Группа представляла новое экспрессионистское, социально ориентированное искусство. Девизом её было: «Правда-Братство-Искусство». В марте 1922 года объединяется с группой Молодой Рейнланд и с берлинской Ноябрьской группой в Союз прогрессивных художественных групп Германии.
В 1932 году группа Дрезденский сецессион была восстановлена. В неё вошли и некоторые художники, бывшие в составе 1919 года. Среди членов этой группы следует назвать таких художников и скульпторов, как Вильгельм Лахнит, Отто Грибель, Эрна Линке, Бернгард Кретчмар, Герман Глёкнер и Эдмунд Кестринг.
В 1989 году 23 немецкие художницы, журналистки, искусствоведы и политики (все женщины) основали художественную группу Дрезденский сецессион 89.